# Пещеры Арубы

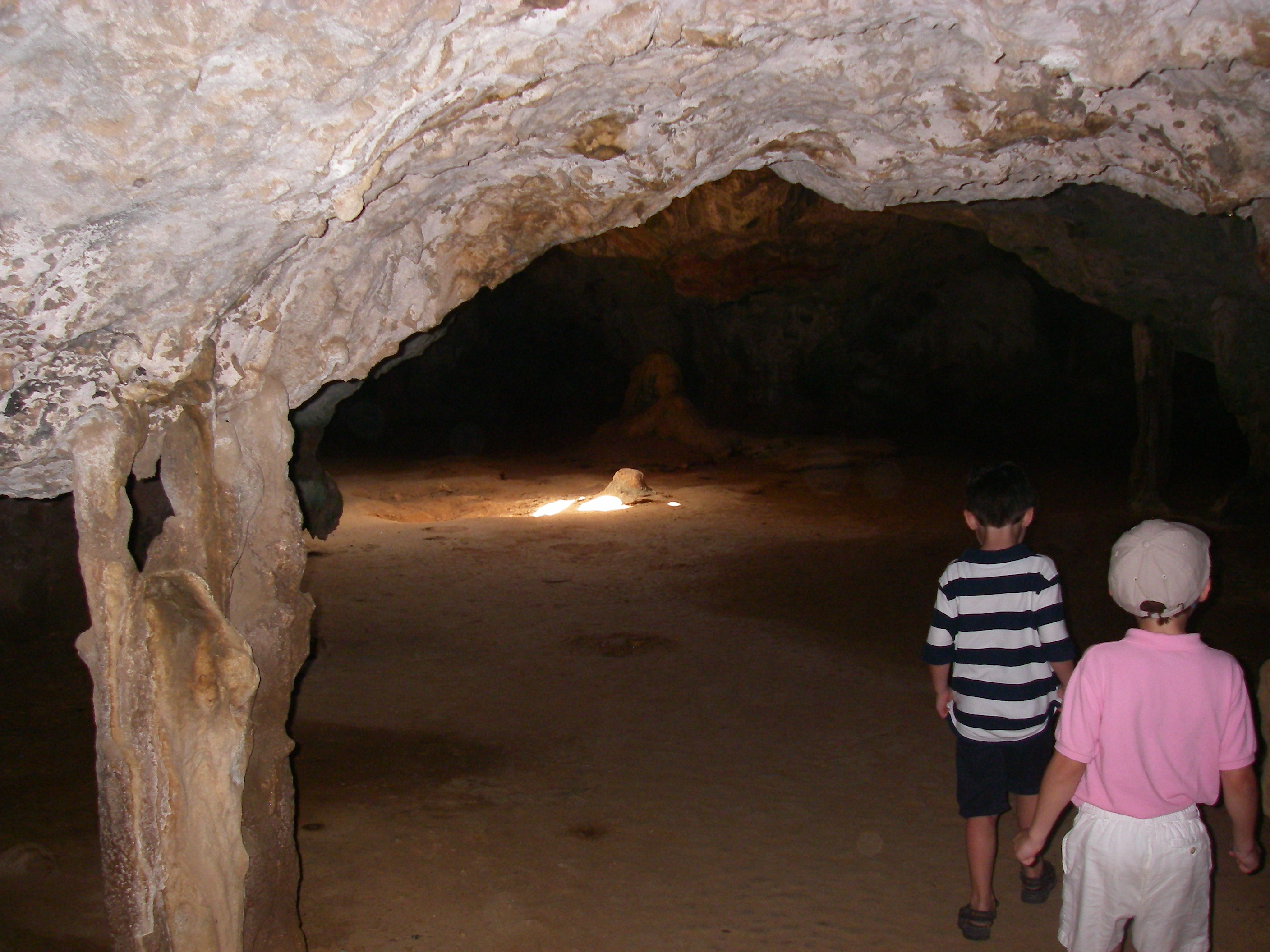
Пещера Гвадирики

Пещера Хулиба («тоннель любви»)

Пещеры Арубы — одна из наиболее популярных среди туристов достопримечательностей Арубы. Все пещеры расположены на территории национального парка Арикок.
Наиболее крупной из пещер национального парка Арикок является пещера Фонтейн, украшенная индейскими петроглифами. Однако есть мнение, что эти рисунки являются фальсификацией, которое опровергается официальными лицами парка тем, что впервые данные петроглифы упоминаются в 1836 году протестантским функционером Бошем. В 1870-1986 годах святой отец ван Кулвик написал научный труд об индейских рисунках, который вначале был утерян, но затем вновь найден Маритцей Куманс-Эстатиа и опубликован в 1987 году.
Пещеры Гвадирики состоят из двух больших пещер, связанных тоннелем и населённых летучими мышами. 
Пещера Хулиба, известная также как «тоннель любви», является платной для посещений.